# Evoluzione divergente
L'evoluzione divergente è il fenomeno per mezzo del quale alcune caratteristiche fenotipiche, di comune origine, si sono differenziate nel corso della storia evolutiva. L'esempio classico è rappresentato dagli arti dei vertebrati, che derivano dagli arti presenti nei vertebrati primitivi e si sono evoluti in strutture molto diverse, come il braccio negli uomini, le zampe in altri mammiferi, le ali negli uccelli, ecc.
L'evoluzione divergente può essere descritta anche a livello molecolare, ed in questo caso interessa proteine o geni che, da un'origine comune, hanno raggiunto strutture e funzioni molto diverse. All'origine di quest'evoluzione divergente molecolare c'è la duplicazione genica. I geni duplicati, infatti, possono subire un'evoluzione indipendente, per dare origine ai cosiddetti geni paraloghi, cioè geni presenti all'interno dello stesso genoma che codificano per prodotti diversi ma originano da un unico gene ancestrale. Questi si distinguono dai geni ortologhi, che sono come i paraloghi geni omologhi, presenti in specie diverse ma correlate, che codificano per proteine con strutture e funzioni simili. Anche i geni ortologhi originano da un unico gene ancestrale ma si sono separati non in seguito ad un evento di duplicazione ma per la separazione delle specie (speciazione) avvenuta nel corso dell'evoluzione.